# Памятный знак героям первой мировой войны (Шахты)
Памятный знак героям Первой мировой войны — памятник в городе Шахты Ростовской области.

## История

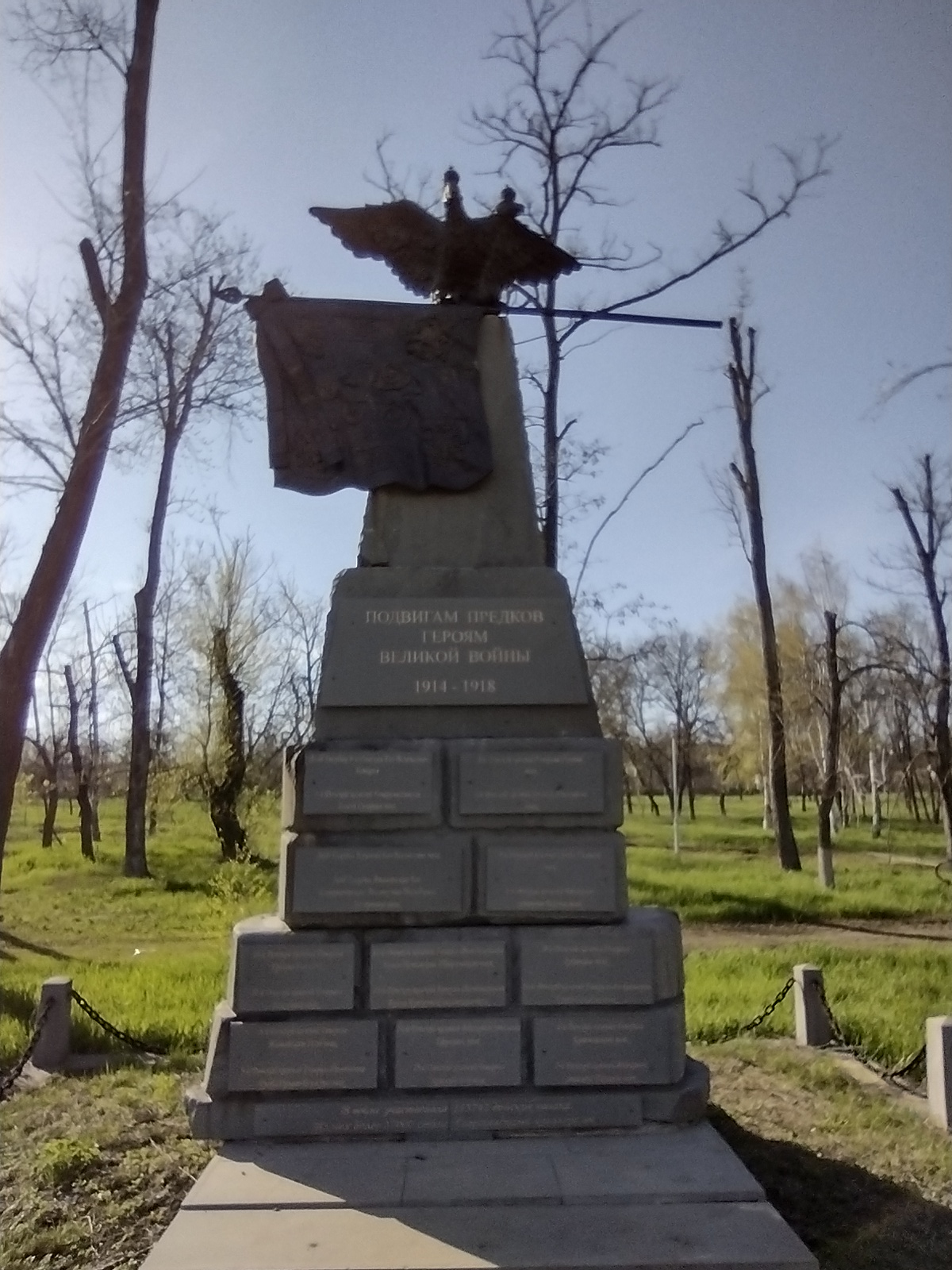

В День города и День Шахтёра, 31 августа 2014 года, в Александровском парке города Шахты был торжественно открыт памятный монумент, посвященный героям Первой мировой войны.Установка памятника приурочена к 100-летию начала Первой мировой войны. Дон во время Первой мировой войны выставил 125 тыс. казаков, 60 конных полков, 33 конных батареи, 6 пластунских батальонов, 5 запасных полков, 3 запасных батареи и более 80 отдельных особых сотен.
В ходе боевых действий с 1914 по 1918 годы донские казаки стали для всего мира примером стойкости, мужества и героизма. 193 донских офицера и более 3700 рядовых казаков были награждены орденом Святого Георгия, Георгиевским оружием, Георгиевскими крестами и медалям. Первым нижним чином, удостоенным награждения в период Первой мировой войны самой почетной солдатской воинской наградой - Георгиевским крестом стал донской казак, уроженец хутора Нижне-Калмыковского Усть-Медведицкой станицы Области Войска Донского, приказный (ефрейтор) 6-й сотни 3-го Донского имени Ермака Тимофеевича казачьего полка Кузьма Фирсович Крючков.
Инициатором установки памятного знака стал Шахтинский имени Якова Петровича Бакланова казачий кадетский корпус.Эскиз разработан шахтинцами. Памятник был освящен Епископом Шахтинским и Миллеровским Симоном. По праздничным и выходным дням здесь несут вахту памяти воспитанники Шахтинского казачьего кадетского корпуса им. Я.П.Бакланова.

## Описание
На постаменте – двуглавый орел, сжимающий в лапах кадетский штандарт, украшенный вензелем последнего русского императора Николая II.  На плитах, находящихся под крыльями двуглавого орла выбиты названия всех донских казачьих частей, принимавших участие в Первой мировой войне.